# Palankî, Iavoriv
Palankî (în ucraineană Паланки) este un sat în comuna Voroțiv din raionul Iavoriv, regiunea Liov, Ucraina.

## Demografie
Componența lingvistică a localității Palankî
     Ucraineană (100%)
Conform recensământului din 2001, toată populația localității Palankî era vorbitoare de ucraineană (100%).